# Бейца (Марамуреш)
Бейца (рум. Băița) — село у повіті Марамуреш в Румунії. Адміністративно підпорядковане місту Теуцій-Мегереуш.
Село розташоване на відстані 415 км на північний захід від Бухареста, 8 км на північний захід від Бая-Маре, 103 км на північ від Клуж-Напоки.

## Населення
За даними перепису населення 2002 року у селі проживали 1806 осіб.
Національний склад населення села:
| Національність | Кількість осіб | Відсоток |
| -------------- | -------------- | -------- |
| румуни         | 1280           | 70,9%    |
| угорці         | 520            | 28,8%    |

Рідною мовою назвали:
| Мова      | Кількість осіб | Відсоток |
| --------- | -------------- | -------- |
| румунська | 1291           | 71,5%    |
| угорська  | 512            | 28,3%    |